# Temporada de challengers da WTA de 2021
A temporada de challengers da WTA de 2021 foi o circuito secundário das tenistas profissionais organizado pela Associação de Tênis Feminino (WTA) para o ano em questão. O análogo masculino é o ATP Challenger Tour, e define-se como transição ao tênis de elite.
Situa-se abaixo do calendário principal e acima do circuito feminino da ITF.
Mudou o nome em 2021, de WTA 125K para WTA 125.

## Calendário

### Países
| Torneios | País(es)                                       | País(es)                  |
| -------- | ---------------------------------------------- | ------------------------- |
| 5        | Estados Unidos                                 | Estados Unidos            |
| 3        | França                                         | França                    |
| 1        | Alemanha · Argentina · Coreia do Sul · Croácia | Sérvia · Suécia · Uruguai |

### Mudanças
- Torneio(s):
  - Debutantes: Angers, Belgrado, Buenos Aires, Charleston, Columbus, Concord, Midland, Montevidéu, Saint-Malo e Seul;
  - Extintos: Indian Wells, Newport Beach e Praga;
  - Retomados: Båstad, Bol, Chicago, Karlsruhe e Limoges.

- Nome da categoria: 125K para 125.

### Semana a semana

#### Legenda
Abaixo estão exemplos, com explicações usando o elemento dica de contexto. Basta passar o cursor sobre cada linha pontilhada para lê-las.
| Semana de     | Torneio                                                                                    | Campeã(s)             | Vice-campeã(s)        | Resultado        |
| ------------- | ------------------------------------------------------------------------------------------ | --------------------- | --------------------- | ---------------- |
| 29 de outubro | OEC Taipei WTA Ladies Open · Taipé, Taiwan · US$ 125.000 – carpete (coberto) – 32S•16Q•16D | jogadora 1            | jogadora 2            | 7–61, 56–7, 6–4  |
| 29 de outubro | OEC Taipei WTA Ladies Open · Taipé, Taiwan · US$ 125.000 – carpete (coberto) – 32S•16Q•16D | jogadora 3 jogadora 4 | jogadora 5 jogadora 6 | 4–6, 6–4, [11–9] |

| Ordenação dos torneios | Quando mais de um torneio acontecer durante a semana: 1. Cidade (A-Z) |

| Ícones | Clicável      |                                        |                                           |
| Ícones | Clicável      | edição do torneio                      |                                           |
| Ícones | Não-clicáveis |                                        | primeiro título conquistado na modalidade |
| Ícones | Não-clicáveis | o(a) jogador(a)/país defendeu o título |                                           |

#### Torneios
| Semana de      | Torneio                                                                                       | Campeã(s)                            | Vice-campeã(s)                            | Resultado         |
| -------------- | --------------------------------------------------------------------------------------------- | ------------------------------------ | ----------------------------------------- | ----------------- |
| 3 de maio      | L'Open 35 de Saint-Malo Saint-Malo, França € 92.742 – saibro – 32S•11Q•12D                    | Viktorija Golubic                    | Jasmine Paolini                           | 6–1, 6–3          |
| 3 de maio      | L'Open 35 de Saint-Malo Saint-Malo, França € 92.742 – saibro – 32S•11Q•12D                    | Kaitlyn Christian Sabrina Santamaria | Hayley Carter Luisa Stefani               | 7–64, 4–6, [10–5] |
| 7 de junho     | Croatia Bol Open Bol, Croácia € 92.742 – saibro – 32S•8Q•16D                                  | Jasmine Paolini                      | Arantxa Rus                               | 6–2, 7–64         |
| 7 de junho     | Croatia Bol Open Bol, Croácia € 92.742 – saibro – 32S•8Q•16D                                  | Aliona Bolsova Katarzyna Kawa        | Ekaterine Gorgodze Tereza Mihalíková      | 6–1, 4–6, [10–6]  |
| 5 de julho     | Nordea Open Båstad, Suécia US$ 115.000 – saibro – 32S•16D                                     | Nuria Párrizas Díaz                  | Olga Govortsova                           | 6–2, 6–2          |
| 5 de julho     | Nordea Open Båstad, Suécia US$ 115.000 – saibro – 32S•16D                                     | Mirjam Björklund Leonie Küng         | Tereza Mihalíková Kamilla Rakhimova       | 5–7, 6–3, [10–5]  |
| 26 de julho    | Belgrade Ladies Open Belgrado, Sérvia US$ 115.000 – saibro – 32S•8Q•11D                       | Anna Karolína Schmiedlová            | Arantxa Rus                               | 6–3, 6–3          |
| 26 de julho    | Belgrade Ladies Open Belgrado, Sérvia US$ 115.000 – saibro – 32S•8Q•11D                       | Olga Govortsova Lidziya Marozava     | Alena Fomina Ekaterina Yashina            | 6–2, 6–2          |
| 26 de julho    | LTP Women's Open Charleston, Estados Unidos US$ 115.000 – saibro (verde) – 32S•10D            | Varvara Lepchenko                    | Jamie Loeb                                | 7–64, 4–6, 6–4    |
| 26 de julho    | LTP Women's Open Charleston, Estados Unidos US$ 115.000 – saibro (verde) – 32S•10D            | Liang En-shuo Rebecca Marino         | Erin Routliffe Aldila Sutjiadi            | 5–7, 7–5, [10–7]  |
| 2 de agosto    | Thoreau Tennis Open Concord, Estados Unidos US$ 115.000 – duro – 32S•16Q•16D                  | Magdalena Fręch                      | Renata Zarazúa                            | 6–3, 7–64         |
| 2 de agosto    | Thoreau Tennis Open Concord, Estados Unidos US$ 115.000 – duro – 32S•16Q•16D                  | Peangtarn Plipuech Jessy Rompies     | Usue Maitane Arconada Cristina Bucșa      | 3–6, 7–65, [10–8] |
| 16 de agosto   | WTA Chicago 125 Chicago, Estados Unidos US$ 115.000 – duro – 32S•8Q•16D                       | Clara Tauson                         | Emma Raducanu                             | 6–1, 2–6, 6–4     |
| 16 de agosto   | WTA Chicago 125 Chicago, Estados Unidos US$ 115.000 – duro – 32S•8Q•16D                       | Eri Hozumi Peangtarn Plipuech        | Mona Barthel Hsieh Yu-chieh               | 7–5, 6–2          |
| 6 de setembro  | Liqui Moly Open Karlsruhe Karlsruhe, Alemanha US$ 115.000 – saibro – 32S•8Q•8D                | Mayar Sherif                         | Martina Trevisan                          | 6–3, 6–2          |
| 6 de setembro  | Liqui Moly Open Karlsruhe Karlsruhe, Alemanha US$ 115.000 – saibro – 32S•8Q•8D                | Irina Bara Ekaterine Gorgodze        | Katarzyna Piter Mayar Sherif              | 6–3, 2–6, [10–7]  |
| 20 de setembro | Tennis Ohio Championships Columbus, Estados Unidos US$ 115.000 – duro (coberto) – 32S•16Q•11D | Nuria Párrizas Díaz                  | Wang Xinyu                                | 7–62, 6–3         |
| 20 de setembro | Tennis Ohio Championships Columbus, Estados Unidos US$ 115.000 – duro (coberto) – 32S•16Q•11D | Wang Xinyu Zheng Saisai              | Dalila Jakupović Nuria Párrizas Díaz      | 6–1, 6–1          |
| 1º de novembro | Argentina Open Buenos Aires, Argentina US$ 115.000 – saibro – 32S•8Q•16D                      | Anna Bondár                          | Diane Parry                               | 6–3, 6–3          |
| 1º de novembro | Argentina Open Buenos Aires, Argentina US$ 115.000 – saibro – 32S•8Q•16D                      | Irina Bara Ekaterine Gorgodze        | María Lourdes Carlé Despina Papamichail   | 5–7, 7–5, [10–4]  |
| 1º de novembro | Dow Tennis Classic Midland, Estados Unidos US$ 115.000 – duro (coberto) – 32S•16Q•14D         | Madison Brengle                      | Robin Anderson                            | 6–2, 6–4          |
| 1º de novembro | Dow Tennis Classic Midland, Estados Unidos US$ 115.000 – duro (coberto) – 32S•16Q•14D         | Harriet Dart Asia Muhammad           | Peangtarn Plipuech Aldila Sutjiadi        | 6–3, 2–6, [10–7]  |
| 15 de novembro | Montevideo Open Montevidéu, Uruguai US$ 115.000 – saibro – 32S•8Q•12D                         | Diane Parry                          | Panna Udvardy                             | 6–3, 6–2          |
| 15 de novembro | Montevideo Open Montevidéu, Uruguai US$ 115.000 – saibro – 32S•8Q•12D                         | Irina Bara Ekaterine Gorgodze        | Carolina Alves Marina Bassols Ribera      | 6–4, 6–3          |
| 6 de dezembro  | Open P2i Angers Arena Loire Angers, França € 92.742 – duro (coberto) – 32S•16Q•8D             | Vitalia Diatchenko                   | Zhang Shuai                               | 6–0, 6–4          |
| 6 de dezembro  | Open P2i Angers Arena Loire Angers, França € 92.742 – duro (coberto) – 32S•16Q•8D             | Tereza Mihalíková Greet Minnen       | Monica Niculescu Vera Zvonareva           | 4–6, 6–1, [10–8]  |
| 13 de dezembro | Open BLS de Limoges Limoges, França € 92.742 – duro (coberto) – 32S•8Q•8D                     | Alison Van Uytvanck                  | Ana Bogdan                                | 6–2, 7–5          |
| 13 de dezembro | Open BLS de Limoges Limoges, França € 92.742 – duro (coberto) – 32S•8Q•8D                     | Monica Niculescu Vera Zvonareva      | Estelle Cascino Jessika Ponchet           | 6–4, 6–4          |
| 20 de dezembro | Hana Bank Korea Open Seul, Coreia do Sul US$ 115.000 – duro (coberto) – 28S•8D                | Zhu Lin                              | Kristina Mladenovic                       | 6–0, 6–4          |
| 20 de dezembro | Hana Bank Korea Open Seul, Coreia do Sul US$ 115.000 – duro (coberto) – 28S•8D                | Choi Ji-hee Han Na-lae               | Valentini Grammatikopoulou Réka-Luca Jani | 6–4, 6–4          |

## Distribuição de pontos
A distribuição de pontos para torneios 125 em 2021 foi definida:
| Evento        | T   | F  | SF | QF | R16 | R32 | R64 | R128 | Q | Q3 | Q2 | Q1 |
| ------------- | --- | -- | -- | -- | --- | --- | --- | ---- | - | -- | -- | -- |
| WTA 125 (S)   | 160 | 95 | 57 | 29 | 15  | 1   | –   | -    | 6 | -  | 4  | 1  |
| WTA 125 (16D) | 160 | 95 | 57 | 29 | 1   | -   | -   | -    | - | -  | -  | -  |